# Hotel Luxor
El Hotel Luxor, también conocido como Hotel Mehrer, fue el burdel más antiguo de Hamburgo hasta su cierre en abril de 2008. Estaba situado en Große Freiheit, en el barrio rojo de San Pauli, y abrió sus puertas por primera vez en 1948.

## Historia
El Luxor abrió por primera vez en 1948 y la mayoría de sus clientes procedían de los muelles cercanos. En la década de 1960, el burdel había adquirido fama internacional y era especialmente popular entre los visitantes japoneses.
La época dorada del Luxor fue la década de 1970, cuando trabajaban en él hasta doce prostitutas al mismo tiempo y estaba abierto 24 horas al día, 7 días a la semana. La epidemia de VIH de la década de 1980 afectó gravemente a la zona y la mayoría de los demás burdeles de la zona cerraron. En 1987, Waltraud Mehrer tomó el relevo de su suegro, que había abierto el burdel.
En la década de 1990 se modernizó el puerto. Como consecuencia de ello, se redujo el número de marineros y estibadores, que constituían un porcentaje importante de la clientela del burdel.

## Cierre
El Luxor fue regentado por Waltraud Mehrer durante sus últimos 21 años. En el momento de su cierre sólo abría 4 días a la semana y sólo trabajaban en él 4 mujeres. En marzo de 2008, Mehrer anunció que cerraría la casa de placer debido a la falta de rentabilidad del negocio.